# Christian Callejas
Christian Fabián Callejas Rodríguez (Montevideo, 17 maggio 1978) è un ex calciatore uruguaiano, di ruolo centrocampista.

## Carriera

### Club
Debutta nel Danubio nel 1995, in Uruguay. Trasferitosi al Centro Atlético Fénix, vi gioca per una stagione. Nel 2006 approda al calcio europeo, al Lugano, in Svizzera. Tornato in patria e dopo un breve passaggio al Club Olimpia in Paraguay, viene contattato dall'Hibernians, con i quali gioca dal 2007 partecipando nel 2009 alla UEFA Champions League viene però eliminato nel terzo turno preliminare contro i campioni del Montenegro dell'FK Mogren Budva.

### Nazionale
Ha giocato 16 volte segnando un gol con la nazionale di calcio dell'Uruguay dal 1997 al 2001. Ha partecipato anche al Campionato mondiale di calcio Under-20 1997.